# Stammershalle

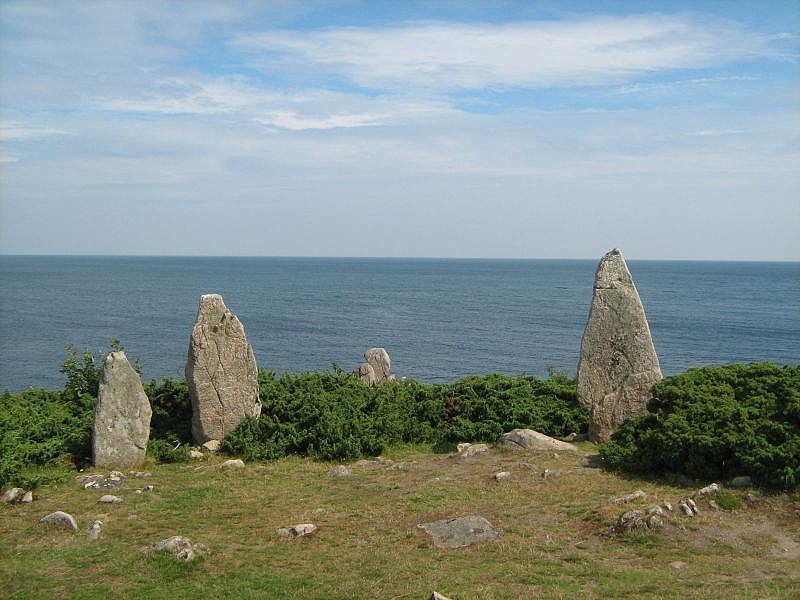
Stammershalle

Das Naturschutzgebiet Stammershalle liegt nördlich des Sdr. Strandvej im felsigen Gelände der dänischen Insel Bornholm zwischen Tejn und den Helligdomsklipperne (Heiligtumsklippen). Das 15 ha große Schutzgebiet wurde 1958 eingerichtet. Schutzziel ist die Erhaltung der offenen Felsenküste im Umfeld der vorzeitlichen Fundstätten auf einem Gräberfeld.
Vorzeitliche Relikte, darunter Werkzeuge aus Feuerstein, zeigen, dass das Gelände seit der Steinzeit genutzt wurde. In der Umgebung gefundene Feuersteinwerkzeuge belegen, dass schon Menschen der mesolithischen Maglemose-Kultur (etwa 7500–5500 v. Chr.) hier lebten. Im nördlichen Teil wurden Rösen aus der Bronzezeit (1700–1100 v. Chr.) gefunden.
Die Toten wurden verbrannt und mit Beigaben aus Bronze in Urnen beigesetzt. Die Grabbeigaben bestanden meist aus einem Messer, einer Pinzette und Schmuck. Auch Brandgräber aus der Eisenzeit sind über das Gelände verteilt. In zwei Fällen sind sie von Steinkreisen aus glatten Strandkieseln umgeben. Die Monumente – Bautasteine, Rösen, Steinreihen, Steinkisten und Steinkreise sowie eine Schiffssetzung – bezeugen, dass der Ort über eine lange Zeit zu Bestattungen genutzt wurde.
In der Nähe liegen der Troldskoven und der Elverhøj.